# تحية حافظ
تحية حافظ  ممثلة مصرية من أسرة فنية، بدأت نشاطها في التمثيل منتصف السبعينات واعتزلت في 1998.
كان آخر عمل درامي تلفزيوني شاركت به، هو مسلسل «المسداوية» عام 1998، للمخرج أحمد النحاس، وأخر فيلم سينمائي شاركت فيه كان فيلم «سرقوا أم علي» عام 1994 للمخرج أحمد النحاس.

## حياتها الخاصة
والدتها هي الممثلة هدى زكي، وجدها الممثل زكي إبراهيم، ووالدها الكاتب صلاح حافظ (الأمين العام لاتحاد الصحفيين العرب).

## وفاتها
توفيت 3 يونيو 2021 بعد معاناتها مع المرض.

## أهم أعمالها

### أفلام
- سرقوا أم علي:1994
- طعمية بالشطة:1993-أمانة
- زمن الأقوياء:1991-زكية
- امرأة وظل رجل:1991-عواطف
- أيام الرعب:1988-فاكهه زوجة درديري
- عمل إيه الحب في بابا ؟:1980-الكماريرا سنية
- سأكتب اسمك على الرمال:1979-طامو
- وبقي شيء

### مسلسلات
| - المسداوية:1998-زوجة كمال أبو رية - وسادسهم الزمن:1996 - أولاد الأصول:1995 - أرابيسك: أيام حسن النعماني:1994-شكرية - ان فاتك الميري:1994 - سر الغائب:1994 - عفوًا أيتها الأم:1994 - القضاء في الإسلام ج5: 1994 | - كوبري الأحلام:1994 - في المرآة:1992 - البريمو:1991 - ليالي الحلمية ج3:1990-شوقية - ألف ليلة وليلة: الأشكيف وست الملاح:1989 - بنات زينب:1989-أمينة الطيب - ينبوع الغضب:1989 - الكهف والوهم والحب:1989 | - دوار يا زمن:1988 - دنيا:1987 - الوجه الآخر:1987-سلامة - الموج والصخر:1986 - في قافلة الزمان:1984 - سباق الثعالب:1981 - صورة عائلية:1981-رجاء - صرخة برئ:1979 | - موعد لم يتم:1978 - بنت الأيام:1977 - هروب:1976 - الأرض الطيبة:زكية - حارة الطيب - عيون الاخرين - لن نبكي من اجلهم:سميحة - نهاية القصة |

### أخرى
| - الزنزانة:1983 - حلم ليلة صيف:1982 - المتشردة - أنا وحماتي والأسد - أوتـوستوب | - جواب حبيبي - حلاوة الحب - حمدان جاي من السفر - خالتي كريمة وعمو حسين | - رحلة في بحر الظلمات - زهور الحقد - لا عزاء للأقارب - لست شيطانا ولا ملاكا |

## وصلات خارجية
- تحية حافظ على موقع دهليز
- تحية حافظ على موقع السينما
- تحية حافظ على موقع IMDB
- تحية حافظ على موقع كاروهات